# Svir
De Svir (Russisch: Свирь, Fins: Syväri, Estisch: Sviri) is een 224 kilometer lange rivier in het noordoosten van de oblast Leningrad, Rusland. Historisch vormde zij de zuidgrens van Karelië maar heden ten dage ligt de republiek Karelië iets noordelijker.
De Svir stroomt van het Onegameer naar het Ladogameer en verbindt als zodanig de twee grootste meren van Europa. Het is de grootste rivier die in het Ladogameer stroomt en vormt een onderdeel van de Volga-Baltische waterweg. Langs de Svir bevinden zich twee waterkrachtcentrales, alsmede het Alexander-Svirsky-klooster, dat in de jaren 30 dienstdeed als concentratiekamp Svirlag.
Het gebied rond beide oevers was het toneel van felle gevechten tijdens de Vervolgoorlog. Het front tussen de Finse en Duitse legers enerzijds en dat van de Sovjet-Unie anderzijds lag zelfs lange tijd ten zuiden van de Svir.
Een twintigtal zijrivieren stroomt in de Svir. De Oyat, de Pasha en de Vazjinka zijn de belangrijkste. Podporozje en Lodejnoje Pole zijn de grootste plaatsen aan de Svir.

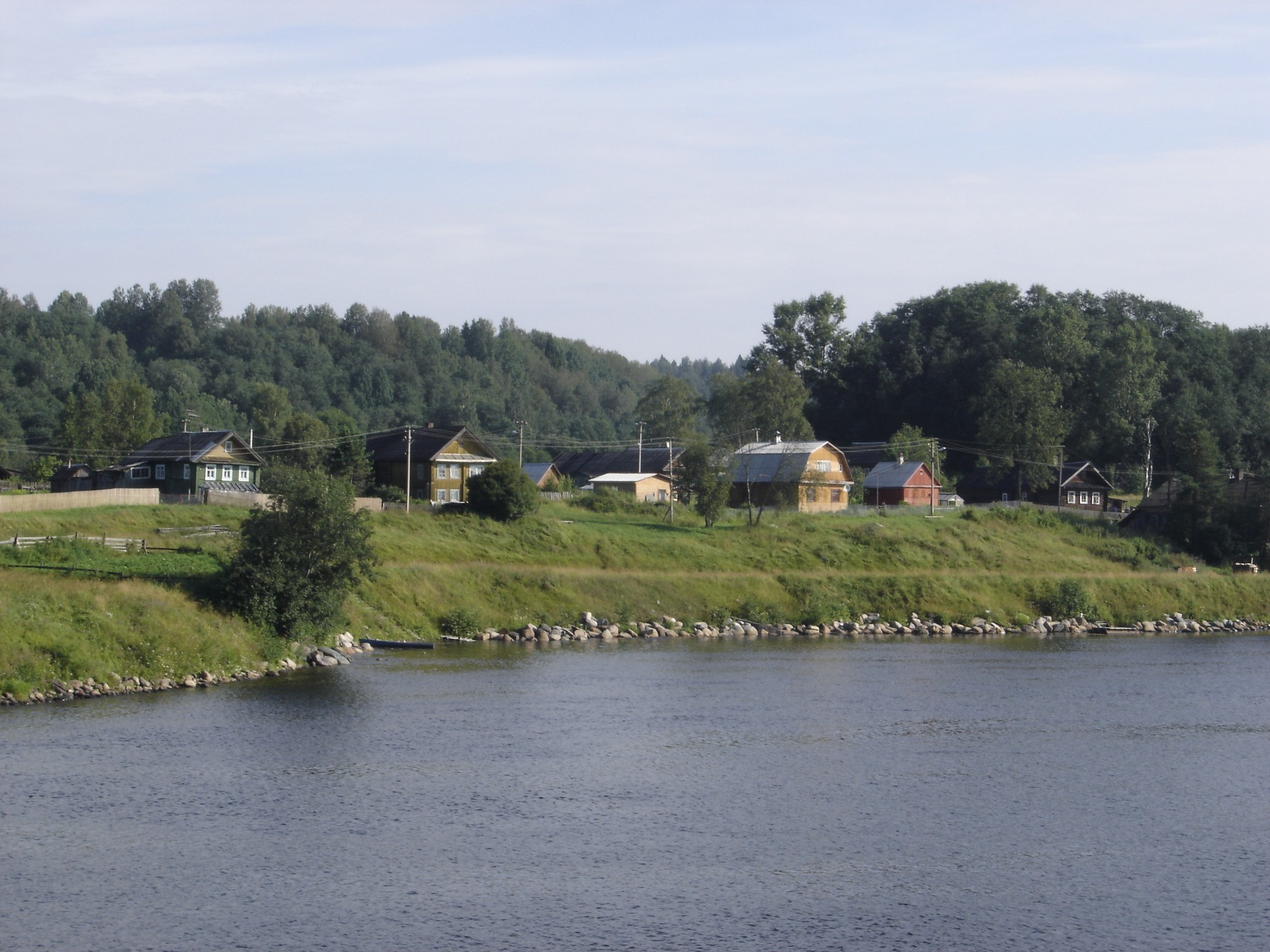
Svir
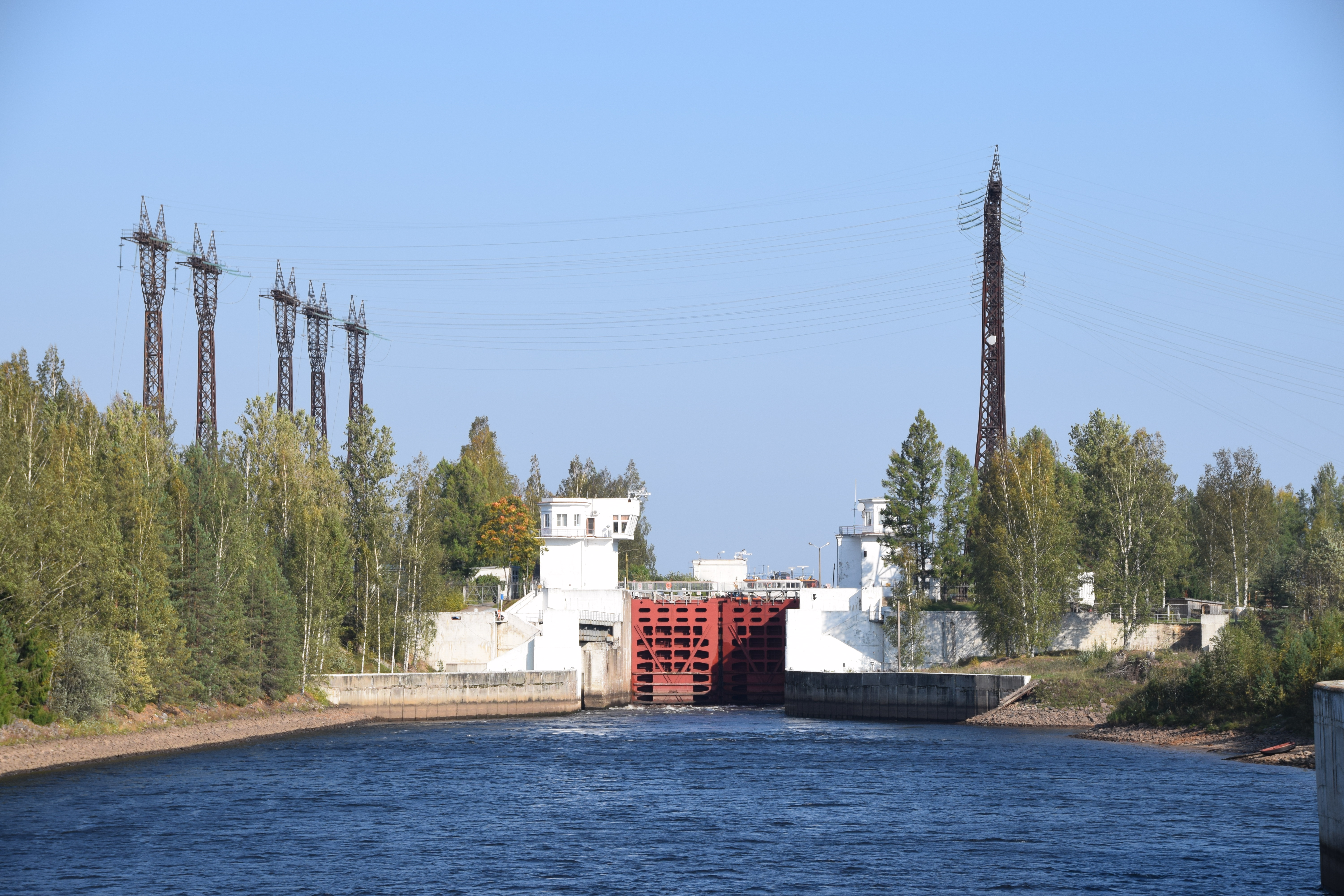
sluis in de Svir
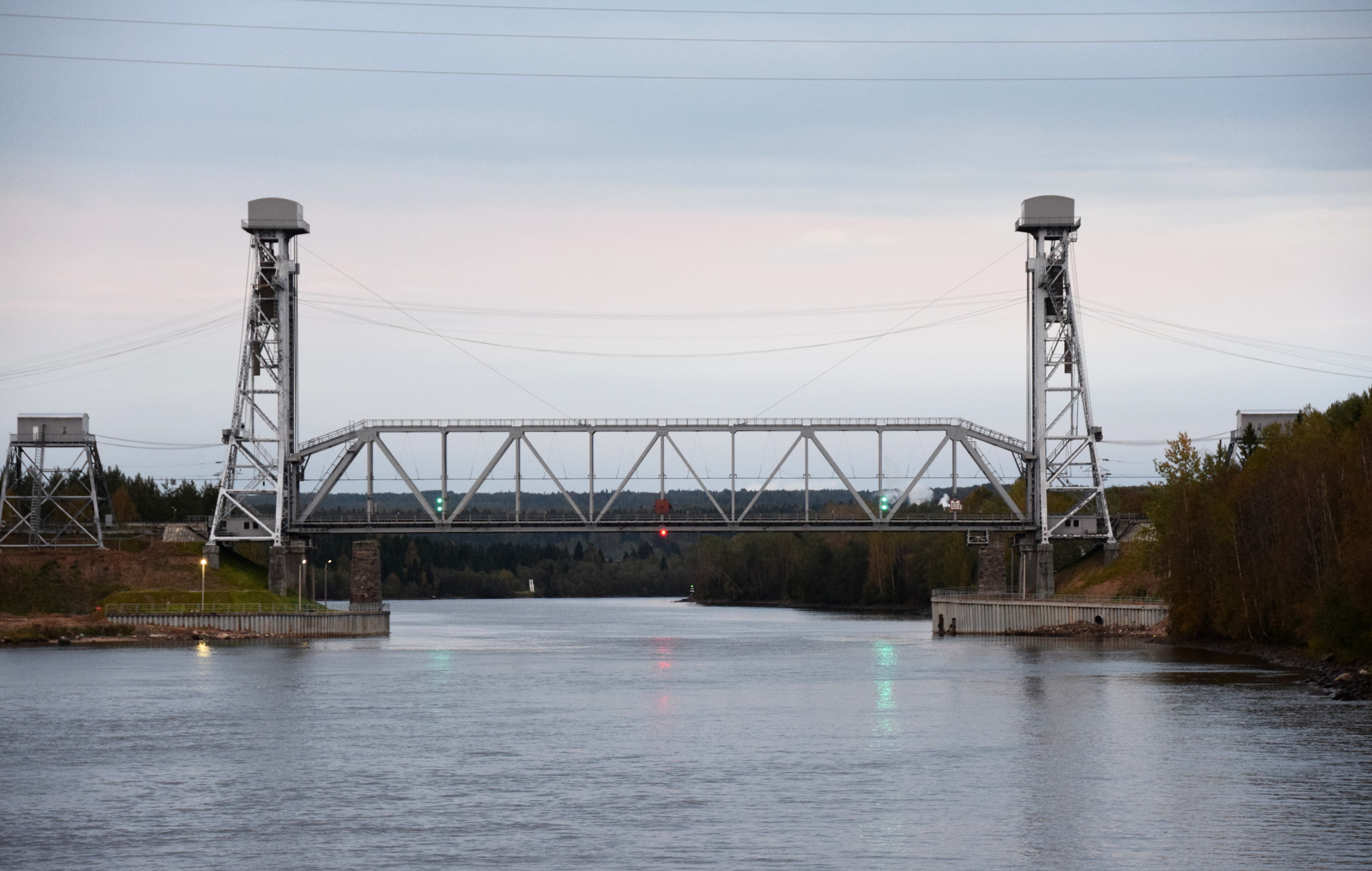
spoorbrug over de Svir

- Gemeinsame Normdatei: 4331484-3
- Virtual International Authority File: 249371504